# Prado (Cabrales)
Prado (Prau en asturiano) es una parroquia del concejo asturiano de Cabrales, en España. 
Tiene una superficie de 20,87 km², en la que habitan un total de 199 personas (INE 2011) repartidas entre las poblaciones de 1 aldea y 3 lugares, respectivamente:
- Canales - 71 habitantes (2011) 43°19′11.445821″N 4°54′12.283043″O / 43.31984606139, -4.90341195639
- La Molina - 23 habitantes (2011) 43°19′10.981804″N 4°54′3.265984″O / 43.31971716778, -4.90090721778
- Ortiguero - 90 habitantes (2011) 43°19′29.415397″N 4°54′6.224968″O / 43.32483761028, -4.90172915778
- La Salce - 15 habitantes (2011) 43°19′46.124165″N 4°54′24.536419″O / 43.32947893472, -4.90681567194

- Datos: Q828978